# St-Trojan (Rétaud)
Die Kirche Saint-Trojan in der Gemeinde Rétaud ist ein außergewöhnlich einheitlicher Kirchenbau in der Saintonge; sie ist dem heiligen Trojanus von Saintes geweiht, einem Bischof des 6. Jahrhunderts.

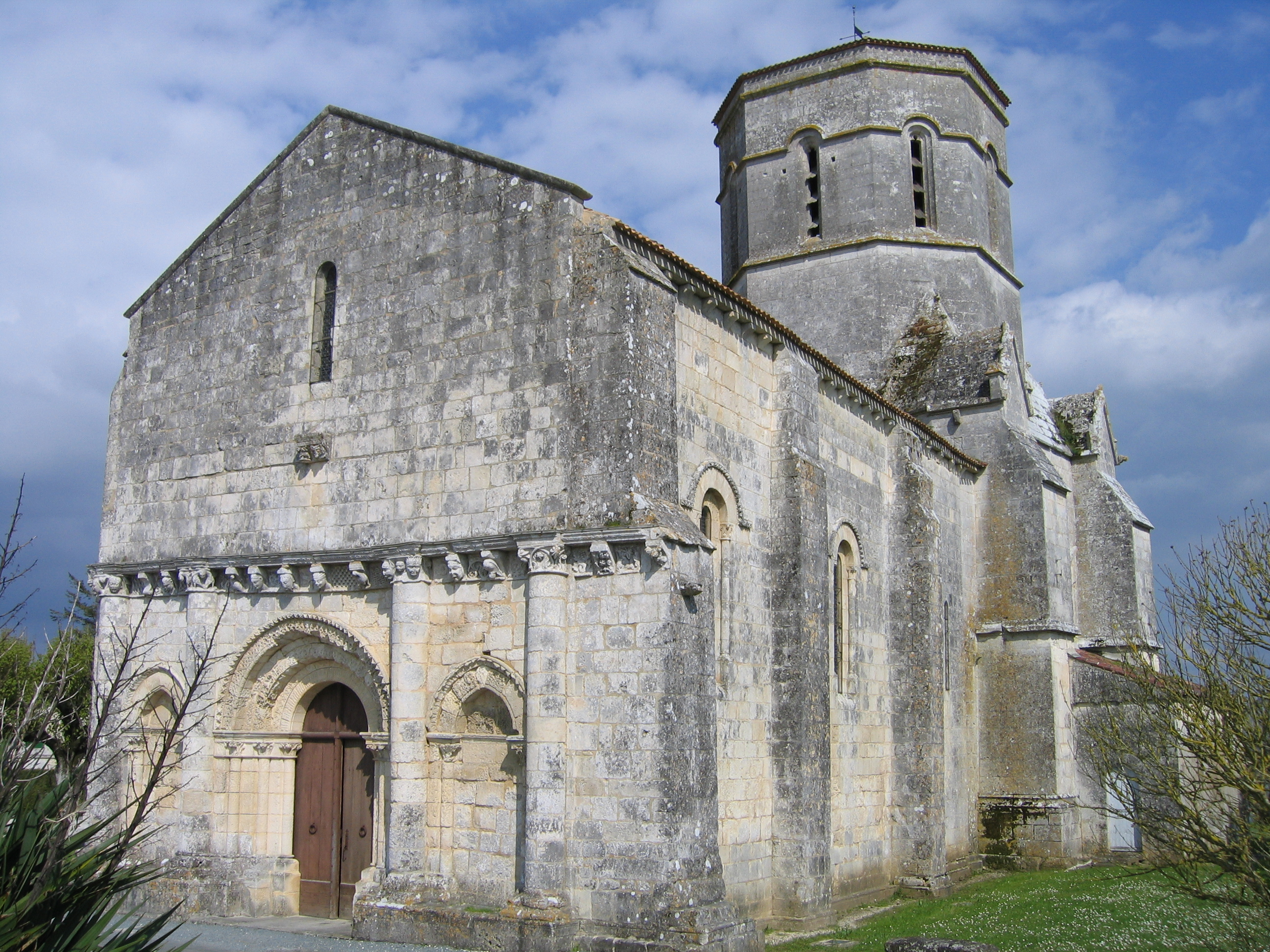
Kirche Saint-Trojan in Rétaud

## Lage
Die Kirche liegt circa elfeinhalb Kilometer südwestlich von Saintes im Département Charente-Maritime in der an imposanten romanischen Kirchenbauten überaus reichen Kulturlandschaft der Charente im Südwesten Frankreichs.

## Baugeschichte
Zur Baugeschichte der romanischen Kirche Saint-Trojan sind keinerlei Daten oder andere Informationen (z. B. über Auftraggeber, Bauzweck etc.) überliefert. Angesichts der reichgegliederten Apsis und der aufwendigen Bauzier ist jedoch davon auszugehen, dass es sich bei dem Bau um eine ehemalige Prioratskirche gehandelt haben muss; als deren Mutterkloster wird oft das Kloster Saint-Eutrope in Saintes genannt, doch war dieses selber ein Priorat Clunys. Die exakte Steinbearbeitung und der ausgereifte Bauschmuck machen eine Datierung in das 3. Viertel des 12. Jahrhunderts wahrscheinlich. Der Vierungsturm wurde – trotz seines unscheinbaren und schmucklosen Äußeren – erst im 15. Jahrhundert aufgesetzt. Die Kirche wurde bereits im Jahre 1862 als Monument historique eingestuft.

## Architektur

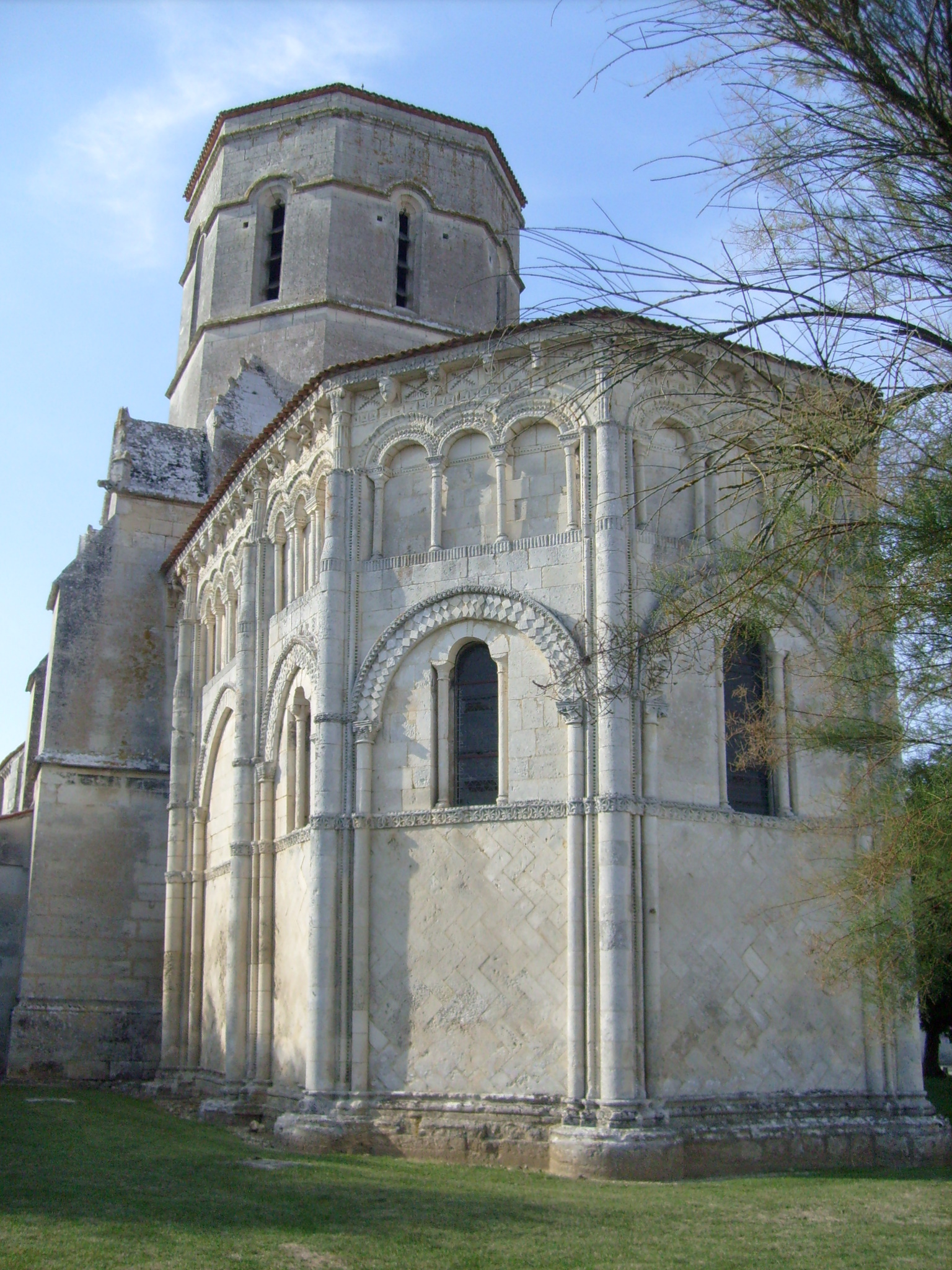
Außenapsis

### Steinmaterial
Zum Bau der Kirche wurde der unweit gebrochene helle Sandstein der Saintonge verwandt. An allen sichtbaren Bauteilen ist dieses Steinmaterial exakt behauen und beinahe fugenlos versetzt.

### Apsis
Die innen gerundete Apsis erscheint außen als polygonal gebrochenes Chorhaupt, dessen Kanten durch Halbsäulen betont sind. Die Wandflächen werden durch hohe auf Dreiviertelsäulen sitzende Blendbögen und unter dem Konsolgesims durch Triple-Blendarkaden gegliedert. Auffällig ist unter den Chorfenstern eingesetzter diagonaler Mauerwerksverband. Das Chorscheitelfenster und somit auch der rahmende Blendbogen ist etwas höher als die seitlichen Fenster; die mittleren zwei der normalerweise insgesamt vier Säulen in der Arkadenzone werden in den Jochen alternierend verdoppelt. Die anderthalb Chorjoche werden nicht durch Fenster belichtet, sind jedoch ansonsten in das aufgeblendeten Relief der Chorfassaden einbezogen. Hervorzuheben sind reichdekorierte Felder zwischen teilweise figürlichen Konsolen des Kranzgesimses.

### Vierungsturm
Der nachträglich hinzugefügte, nur wenig gegliederte und nur mit schmalen Schallöffnungen versehene oktogonale Vierungsturm stammt aus dem 15. Jahrhundert; er dient bis zum heutigen Tag als Glockenturm. Der Vierungsbereich ist optisch durch vier massive Strebepfeiler, die die zusätzliche Last des Turms abfangen mussten, verbreitert. Die schmucklosen Außenwände des Kirchenschiffs sind jeweils durch zwei mächtige Strebepfeiler in drei Teile mit je einem Fenster unterteilt.

### Westfassade

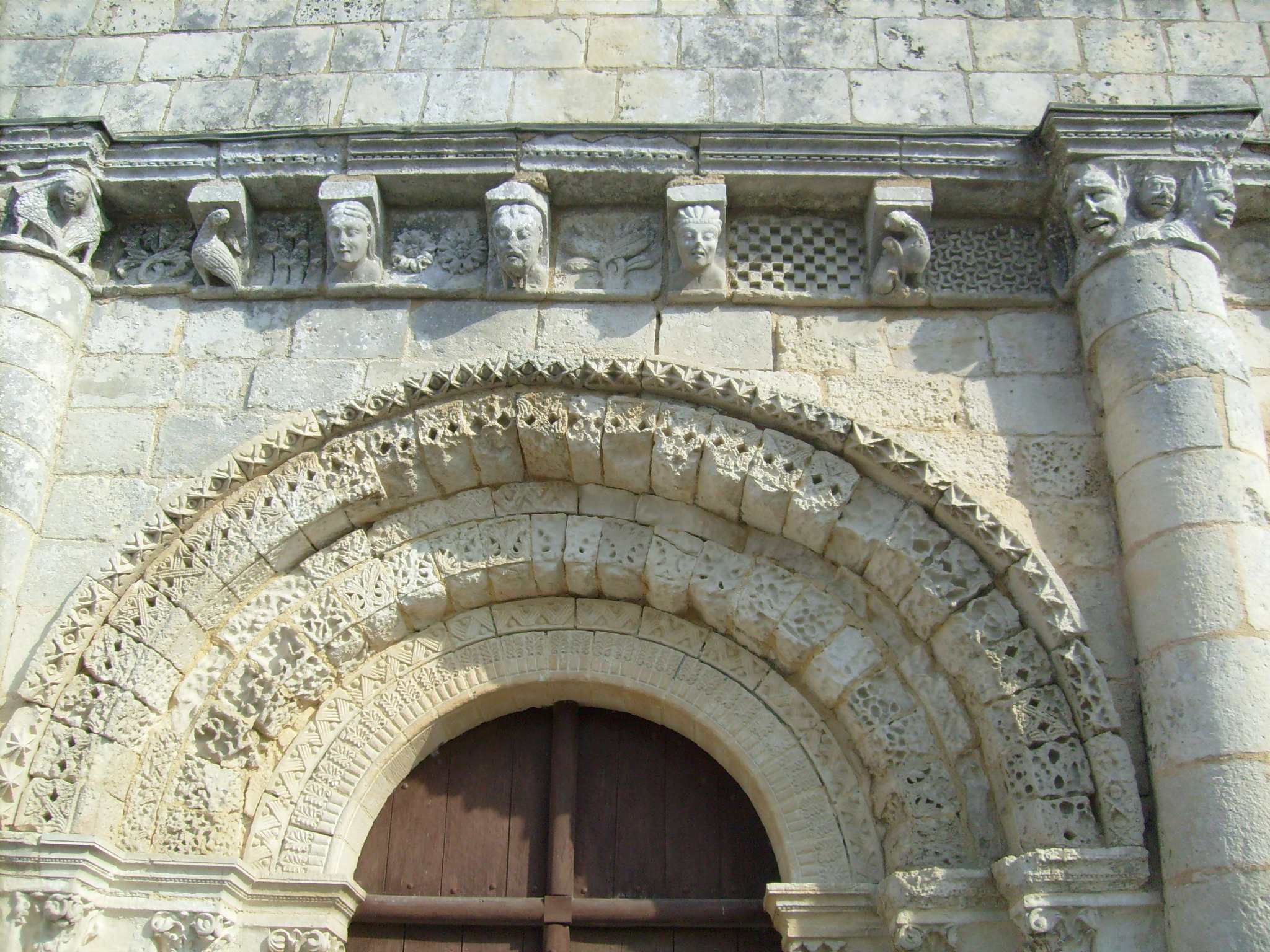
Portal

Das Erdgeschoss der Westfassade ist durch vier Halbsäulenvorlagen gegliedert, die in einem die ganze Breite der Kirchenfassade einnehmenden – in der Mitte figürlichen, seitlich jedoch vegetabilisch bzw. abstrakt gestalteten – Konsolenfries enden; in den Dekorfeldern zwischen den leicht vorspringenden Konsolen entfaltet sich eine ungeheuer reiche Bauzier aus Schachbrettmustern, Flechtbändern, steinernen Kettengeweben sowie vegetabilischen Formen. Die dreifach zurückgestuften Archivolten des Mittelportals und die einfachen Bögen der beiden seitlichen – leicht angespitzten – Blendarkaden haben zwar keinen figürlichen Schmuck, brauchen sich aber in der Vielfalt der Dekormotive und der Feinheit der Steinbearbeitung selbst vor den großen Kirchenbauten in Saintes nicht zu verstecken. Das Obergeschoss der Fassade hat nur eine schmale Fensteröffnung; darunter befindet sich ein Konsolstein, auf welchem ehemals vielleicht eine Skulptur stand.

### Innenraum
Das einschiffige Langhaus der Kirche ist in drei Joche unterteilt; es hat ein Spitztonnengewölbe und einen großen – nachträglich eingezogenen – reich profilierten gotischen Chorbogen am Übergang zur rippengewölbten Vierung. Das Kirchenschiff sollte ebenfalls ein Rippengewölbe erhalten – die Ansätze dazu sind bereits vorgebildet. Interessant ist ein in Fensterhöhe umlaufendes gemaltes Band (litre funéraire), dessen Farben und Motive allerdings stark nachgedunkelt sind; ein ähnliches Band findet sich in den Kirchen von Rioux und Authon. Die Kapitelle zeigen teilweise figürliche Motive. Die im Innern nicht mehr polygonal gebrochene, sondern halbrunde Apsis wird durch fünf Fenster mit eingestellten Säulen belichtet, von denen das mittlere gegenüber den vier anderen leicht erhöht ist; alle Fenster werden von schön dekorierten Blendarkaden gerahmt.

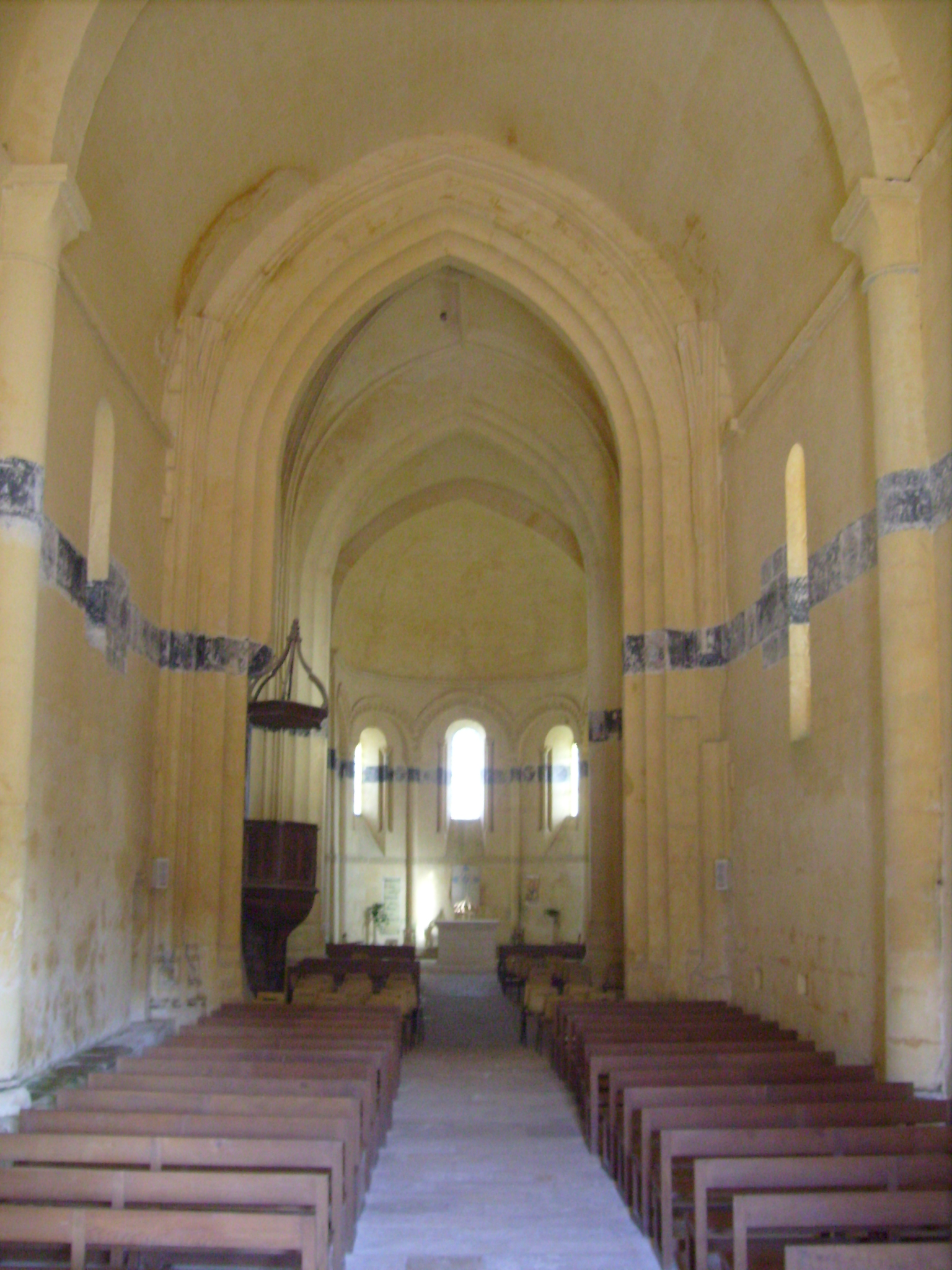
Kirchenschiff
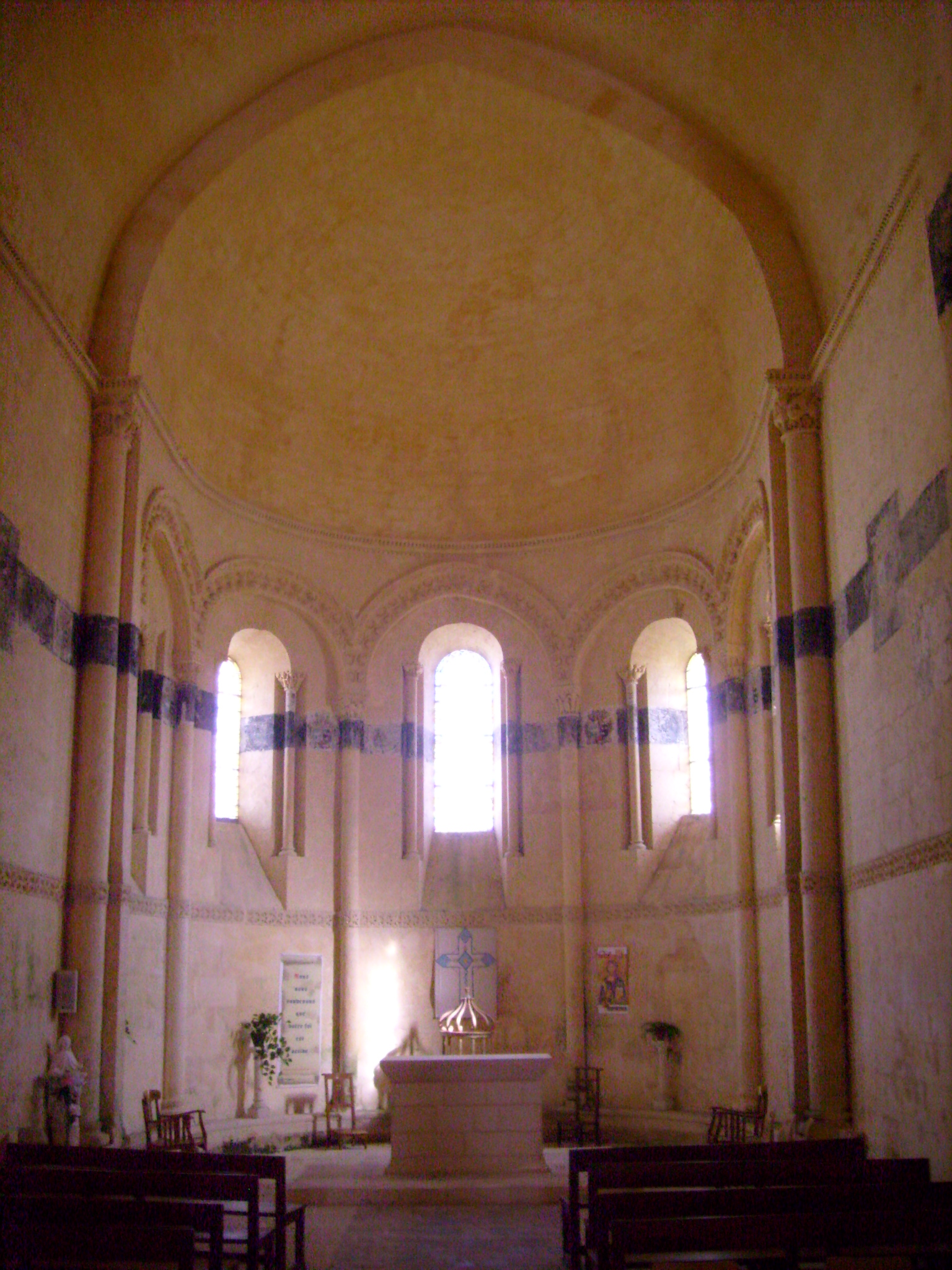
Apsis